# خانه یغمایی
خانه یغمایی در استان سمنان شهرستان شاهرود در خیابان تهران، خیابان بهرام واقع شده‌است این بنا با شماره ۴۰۲۵ در فهرست میراث ملی ثبت شده‌است.

## تاریخچه
خانه یغمایی‌ها در اوایل دوره پهلوی و در سال ۱۳۰۴ خورشیدی توسط معماری یزدی به نام مهدی حیدریان ساخته شده‌است.

## ویژگی
ویژگی منحصر به فرد خانه یغمایی‌ها وجود بادگیری برای خنک کردن هوا در این خانه است که تنها بادگیر در شهرستان شاهرود به حساب می‌آید. فرم معماری خانه به صورت حیاط مرکزی با اتاق‌هایی در اطراف است. همچنین در میان حیاط، باغچه‌هایی کوچک در اطراف حوض آبی وجود دارد. پس از مرمت‌های که در دهه ۹۰ انجام شد، اداره میراث فرهنگی، صنایع‌دستی و گردشگری شهرستان شاهرود به این خانه منتقل گردید.

## ثبت میراث ملی
این بنا به شماره ۴۰۲۵ در فهرست آثار ملی ایران به ثبت رسیده‌است.

## نگارخانه

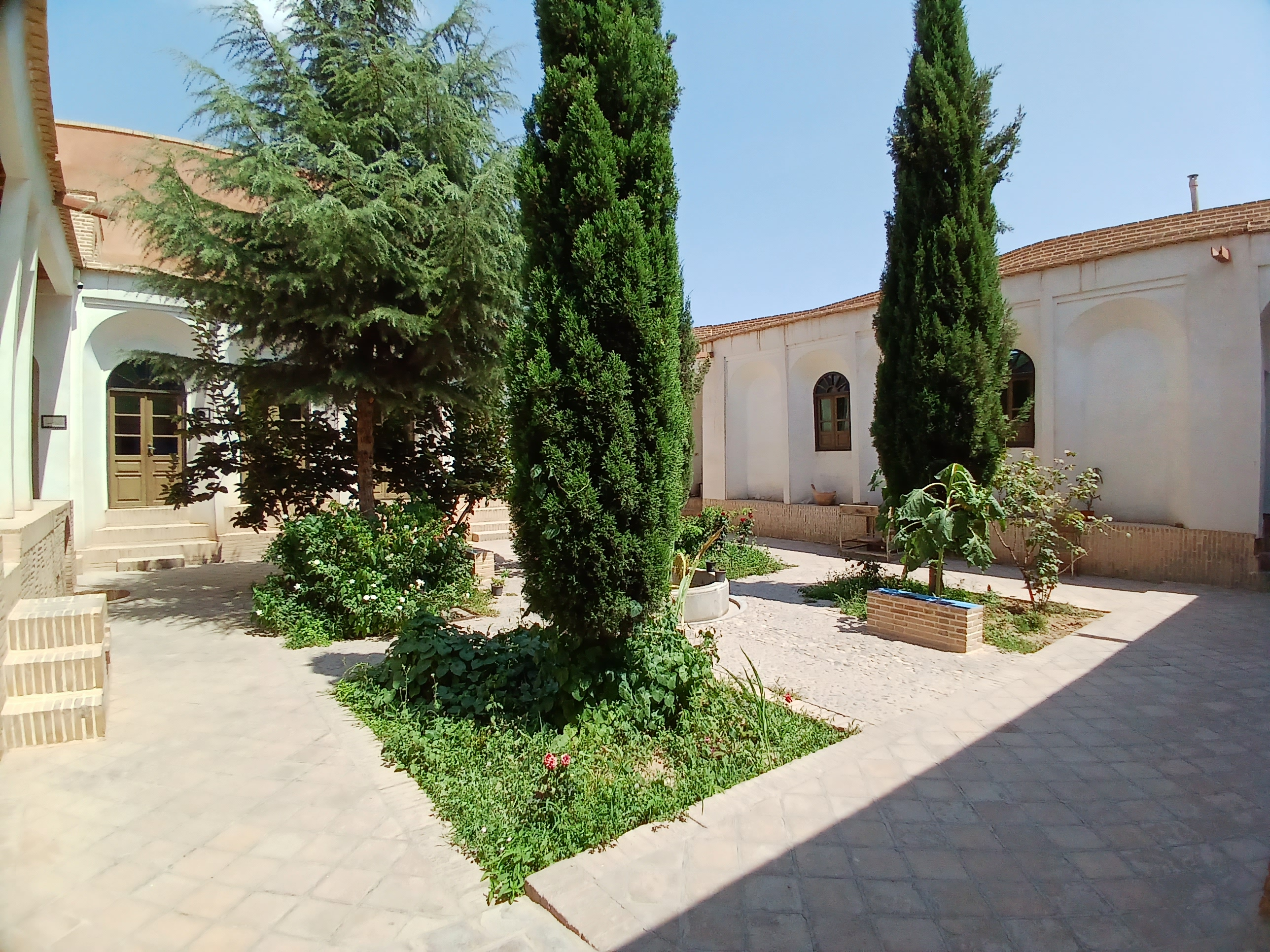
حیاط خانه بهمراه درختان سرو زیبایش
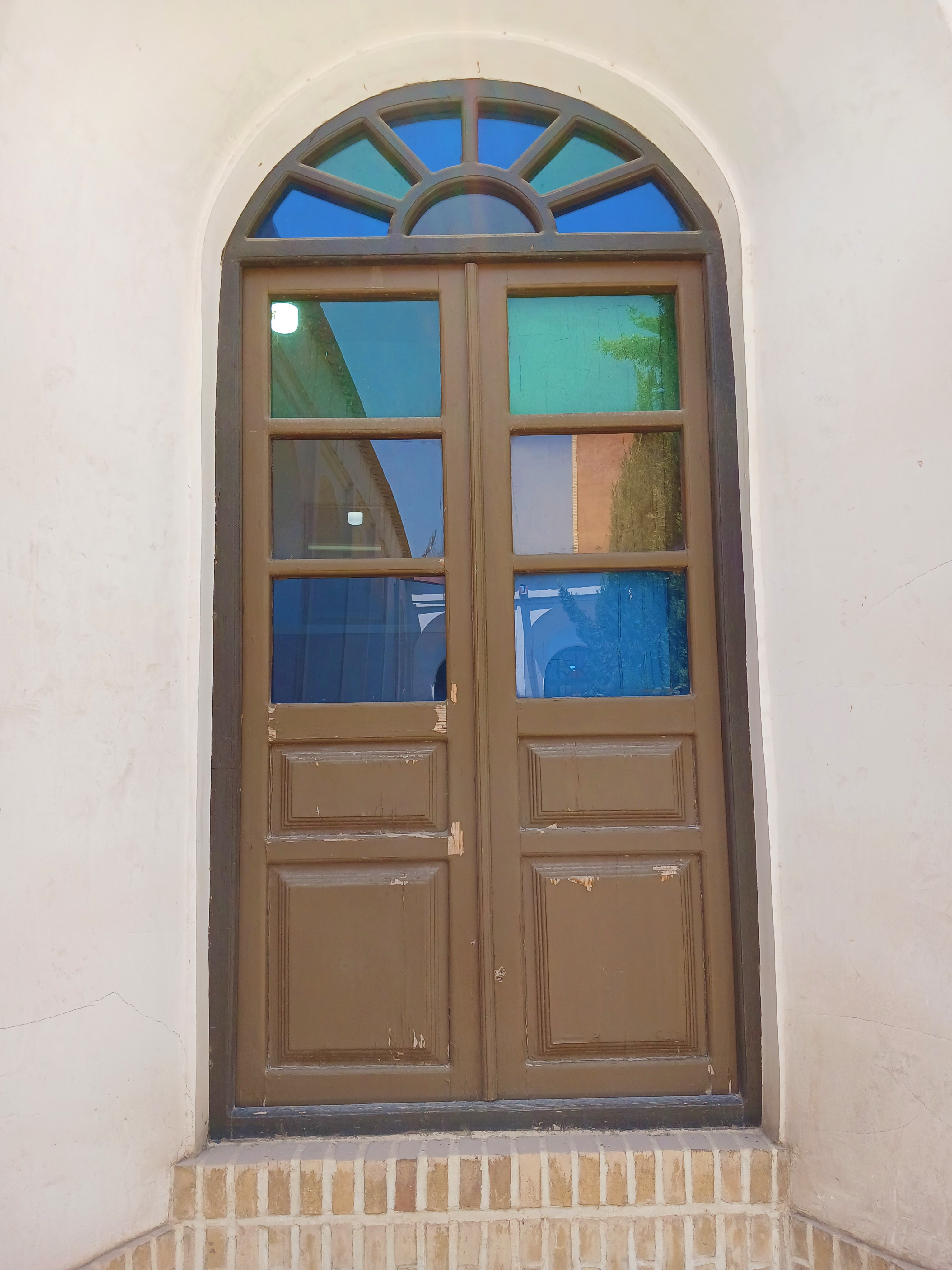
یکی از درهای قدیمی خانه
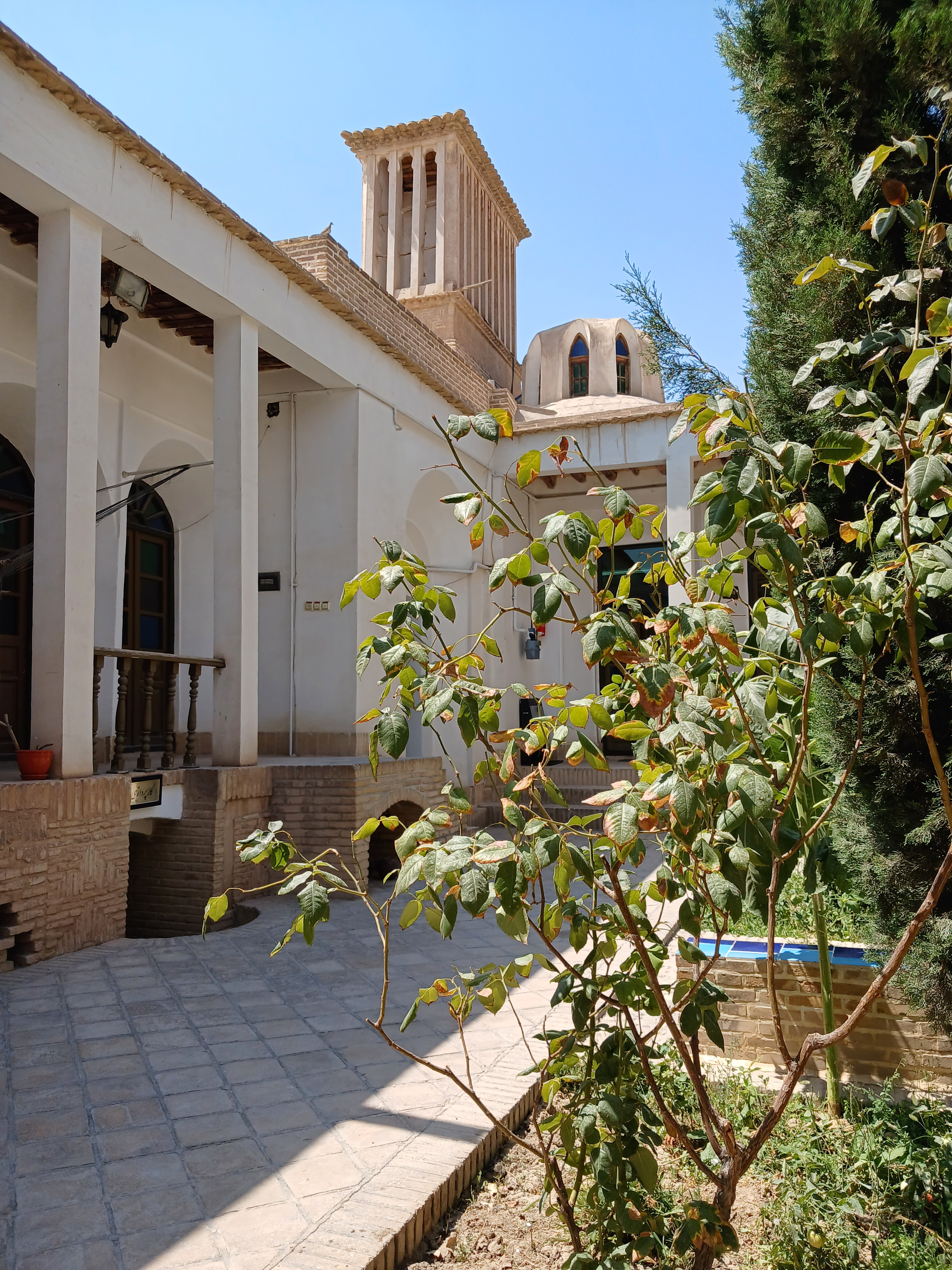
بادگیر خانه
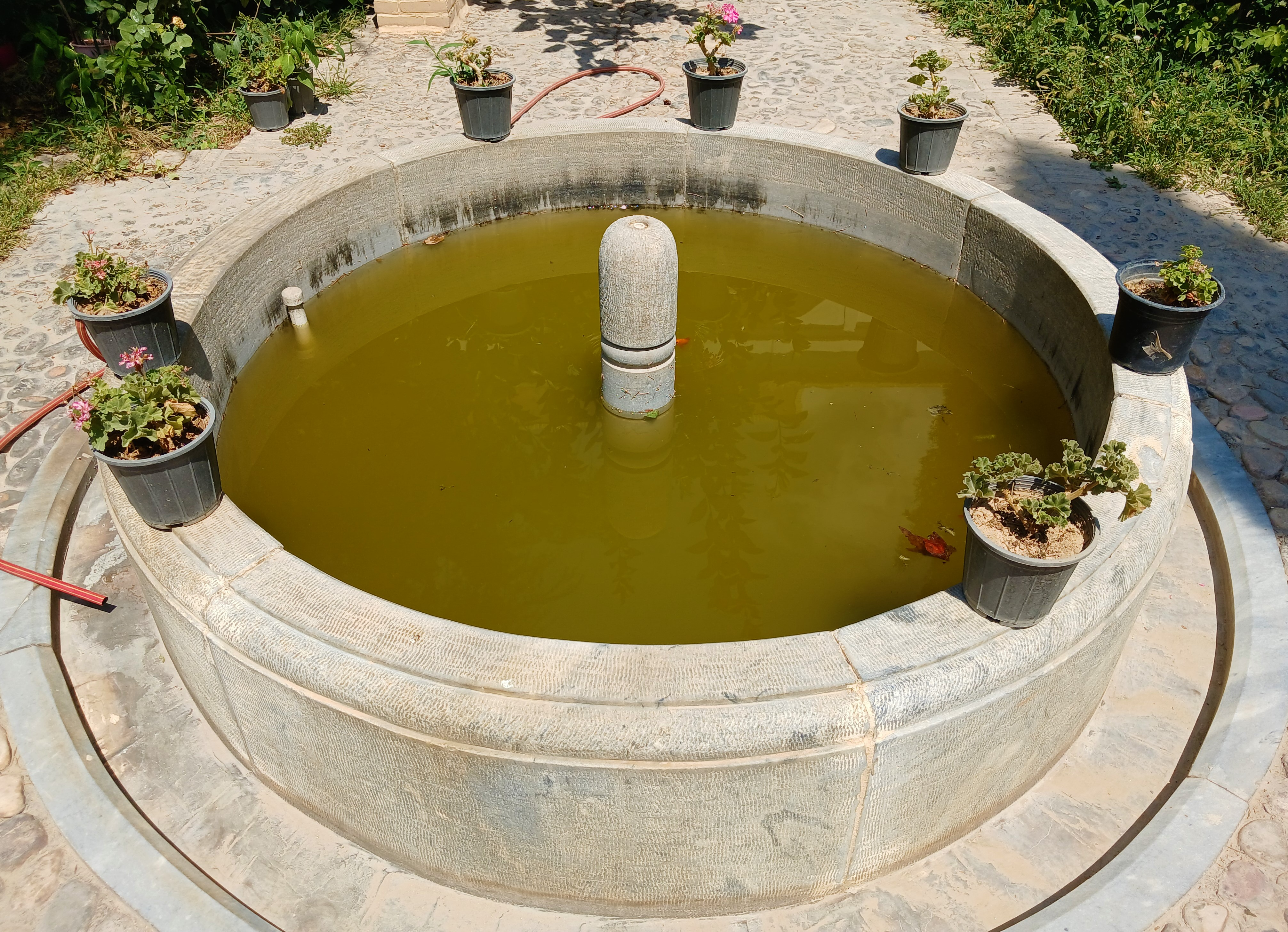
حوض حیاط خانه